# Arado Ar 66
«Арадо» Ar 66 (нім. Arado Ar 66) — німецький одномоторний навчально-тренувальний літак розробки компанії Arado Flugzeugwerke. Легкий двомісний літак був навчально-тренувальним літаком базової підготовки німецьких пілотів у другій половині 1930-х років. Це був останній літак, розроблений інженером-аеронавігатором Вальтером Ретелем у співпраці з Арадо. Використовувався Люфтваффе під час Другої світової війни.
Перший політ здійснив у 1932 році, літак швидко довів перевагу над двома літаками-конкурентами та був обраний для задоволення потреб у навчанні пілотів Люфтваффе. На додаток до базової льотної підготовки, Ar 66 використовувався для навчання вищого пілотажу та дій уночі, а також для підготовки різних посад екіпажу, таких як бомбардувальники, радіооператори, фахівці аерофотозйомки та авіаційні кулеметники.
Ar 66 вироблявся декількома компаніями за ліцензією, щоб забезпечити потрібну кількість. На додаток до Люфтваффе, яке взяло цей тип навчального літака на озброєння у 1933 році, Повітряні сили Чехословаччини, Іспанії також експлуатували декілька Ar 66. Крім використання з наземної аеродромної інфраструктури, він також міг використовуватися як летючий човен. Ar 66 перебував на озброєнні протягом усієї Другої світової війни. Крім того, деякі підрозділи Люфтваффе застосовували при проведенні бойових дій на передовій; Ar 66 регулярно виконували нічні штурмові місії на Східному фронті.

## Історія
Наприкінці 1920-х і на початку 1930-х років команда авіаконструкторів Арадо, очолювана головним конструктором компанії Вальтером Ретелем, розробила низку ефективних літаків, таких як винищувач-біплан Ar 65. За словами авіаційного історика Йорга Арміна Кранжоффа, компанія стала достатньо впевненою у замовленні нового двомісного навчально-тренажерного літака від німецького уряду, тому до 1930 року вона скерувала виробництво кількох проектів для задоволення цього очікуваного замовлення. Але, через фінансові труднощі реалізація проєкту була відкладена на кілька років.
Лише 1932 року перший прототип, позначений як Ar 66a, здійснив свій перший політ. За ним був випущений прототип Ar 66b і 10 серійних гідролітаків Ar 66B з подвійними дерев'яними поплавцями та збільшеним кермом. До кінця вересня того ж року прототип продемонстрував, що володіє кращими характеристиками, ніж два конкуруючі літаки; відповідно, Ar 66 було обрано для подальших льотних випробувань у випробувальному центрі Reichsverband der Deutschen Luftfahrtindustrie (RDL).
Ar 66C послугував серійною версією Ar 66 з дещо зміненим оперенням і шасі. З 1933 року він у великій кількості використовувався ще секретними німецькими повітряними силами для навчання пілотів. Компаніями, що виробляли літаки стали: Bayerische Flugzeugwerke (BFW), Focke-Wulf, MIAG, AGO і Arado Brandenburg (ArB) і Warnemünde (ArW), але не всі з них фактично виготовляли літак у завершеному вигляді. З жовтня 1933 року по липень 1937 року було виготовлено 1449 Ar 66. Ймовірно, компанія AGO побудувала 197 літаків. Решта припадає на долю MIAG, ArB і ArW. Загалом було створено 1456 Ar 66. У 1937 році до Іспанії було експортовано шість літаків. Це залишалося єдиним експортом Ar 66.

## Країни-оператори
Іспанська республіка
- Націоналістичні ПС Іспанії

 Третій Рейх
- Люфтваффе

 Чехословаччина
- Повітряні сили Чехословаччини

## Однотипні літаки за епохою, призначенням та характеристиками
- Stampe-Vertongen SV.4
- Albatros Al 101
- Bücker Bü 133 Jungmann
- Bücker Bü 133
- Avro Tutor
- Fleet Finch
- Fokker S.IX
- Koolhoven F.K.51
- Breda Ba.25
- Caproni Ca.100
- RWD 8
- Curtiss P-1 Hawk
- Consolidated PT-11
- Repülőgépgyár Levente II
- По-2
- Hanriot HD.28
- Romano R.82
- Beneš-Mráz Be-50 Beta-Minor
- Tachikawa Ki-9
- Tachikawa Ki-17